# Бранислав Сімич
Бранислав Сімич (серб. Branislav Simić; нар. 21 березня 1935, Горня-Рогатиця, Північно-Бацький округ, Воєводина, Сербія, СФРЮ) — югославський борець греко-римського стилю, срібний призер чемпіонату світу, бронзовий призер та чемпіон Олімпійських ігор.

## Життєпис
Боротьбою почав займатися з 1948 року.
Виступав за борцівський клуб «Пролетер» Зренянин. Тренер — Жено Крацевич.
Після завершення спортивної кар'єри вивчав історію. 

## Спортивні результати на міжнародних змаганнях

### Виступи на Олімпіадах
| Змагання                    | Збірна    | Вагова категорія                 | Місце  |
| --------------------------- | --------- | -------------------------------- | ------ |
| Літні Олімпійські ігри 1956 | Югославія | греко-римська боротьба, до 87 кг | AC     |
| Літні Олімпійські ігри 1964 | Югославія | греко-римська боротьба, до 87 кг | Золото |
| Літні Олімпійські ігри 1968 | Югославія | греко-римська боротьба, до 87 кг | Бронза |

### Виступи на Чемпіонатах світу
| Змагання                        | Збірна    | Вагова категорія                 | Місце  |
| ------------------------------- | --------- | -------------------------------- | ------ |
| Чемпіонат світу з боротьби 1955 | Югославія | греко-римська боротьба, до 79 кг | 5      |
| Чемпіонат світу з боротьби 1963 | Югославія | греко-римська боротьба, до 87 кг | Срібло |
| Чемпіонат світу з боротьби 1967 | Югославія | греко-римська боротьба, до 87 кг | 6      |

### Виступи на інших змаганнях
| Змагання                    | Збірна    | Вагова категорія                 | Місце  |
| --------------------------- | --------- | -------------------------------- | ------ |
| Середземноморські ігри 1967 | Югославія | греко-римська боротьба, до 87 кг | Золото |